# Grammow
Grammow település Németországban, Mecklenburg-Elő-Pomeránia tartományban. Lakosainak száma 157 fő (2023. december 31.).

## Népesség
A település népességének változása:
| Lakosok száma | 147  | 155  | 155  | 146  | 154  | 157  |
|               | 2017 | 2018 | 2019 | 2021 | 2022 | 2023 |